# Ладичин

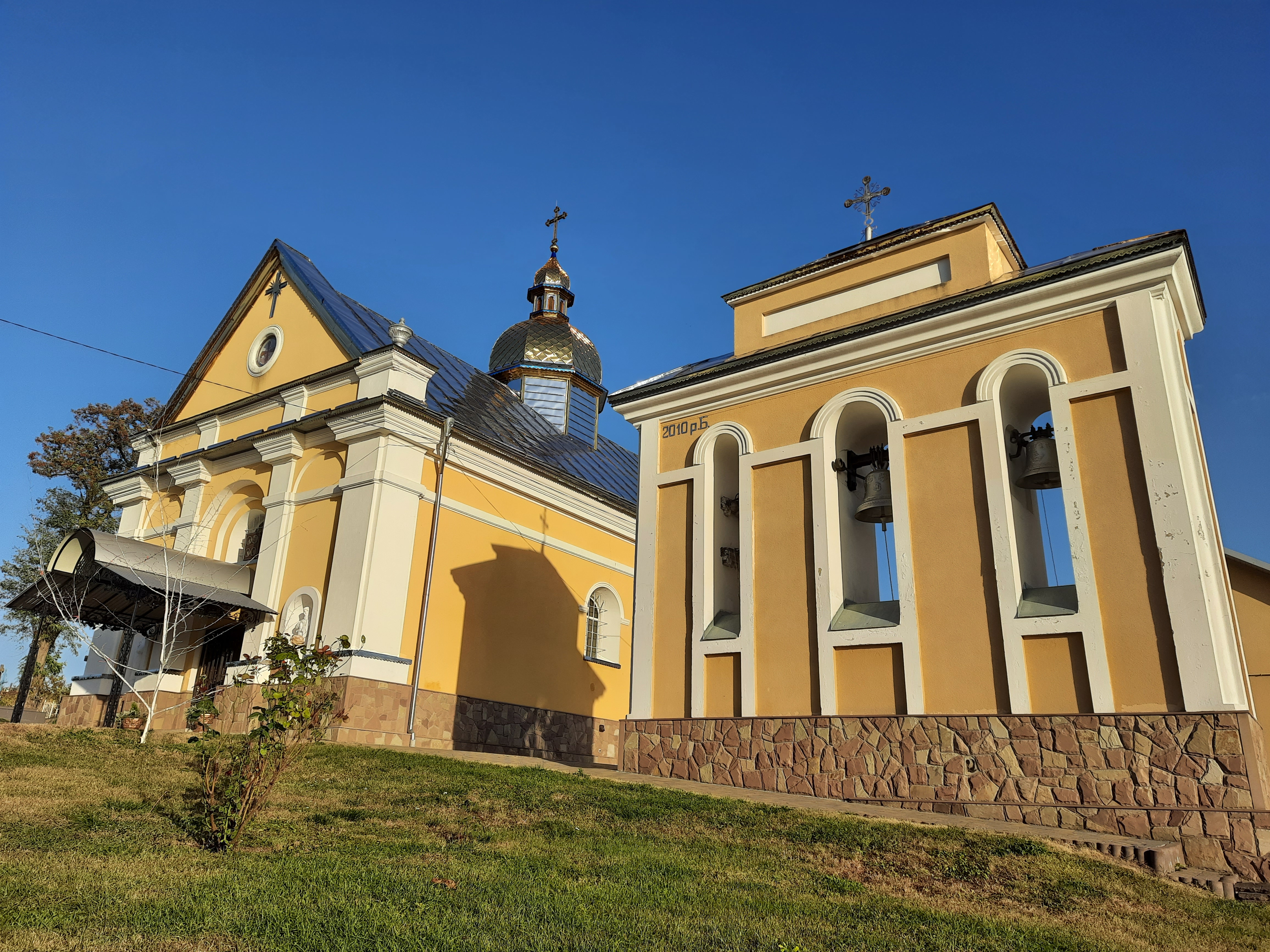
Церква Різдва Пресвятої Богородиці (1815)

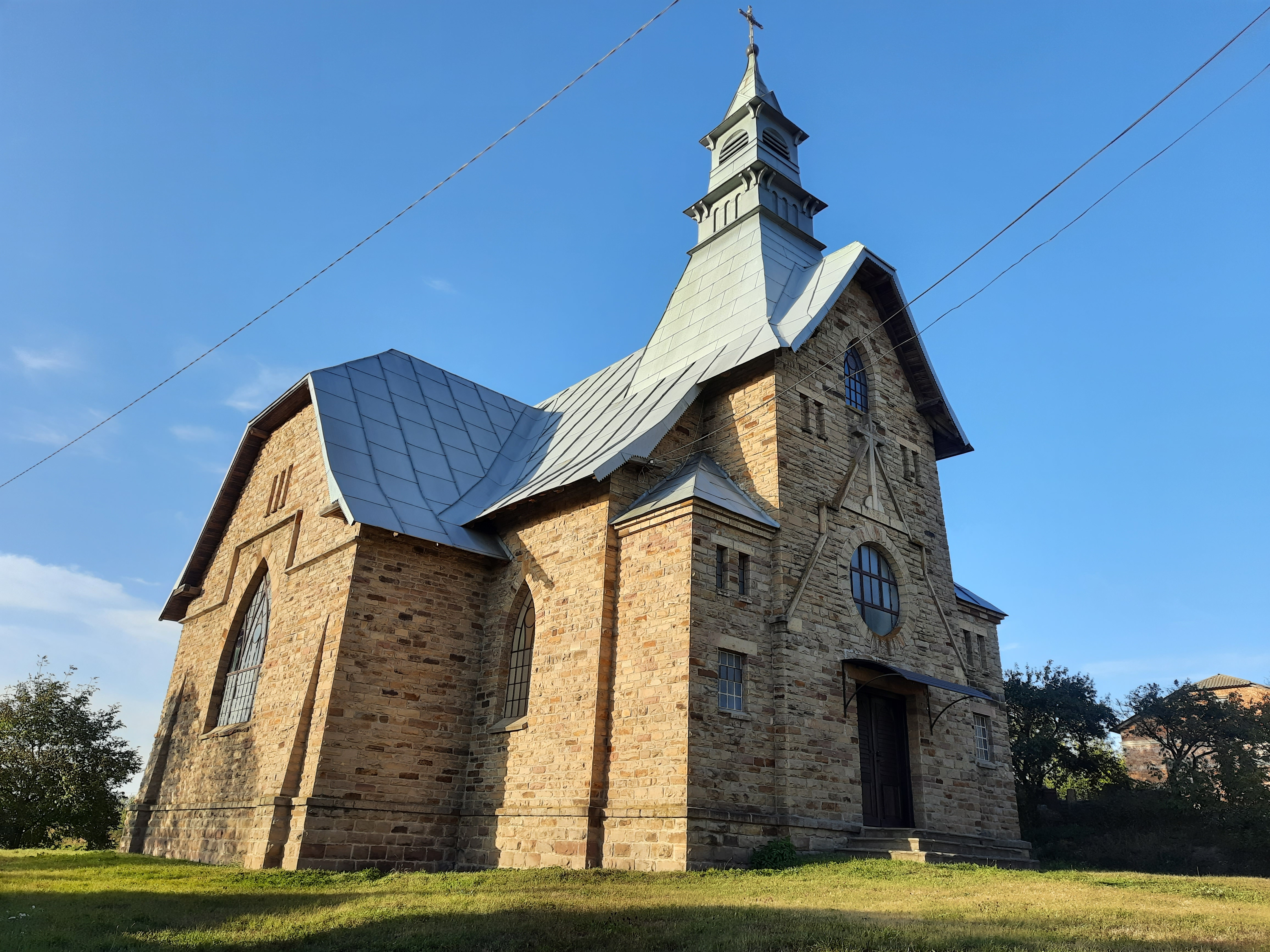
Костел Пресвятого Серця Господа Ісуса (1922)

Лади́чин — село в Україні, у Микулинецькій селищній громаді Тернопільського району Тернопільської області. Розташоване на березі р. Нішла (Водава).
Було адміністративним центром Ладичинської  сільської ради до 15 серпня 2015. Від вересня 2015 року ввійшло у склад Микулинецької селищної громади.
Населення — 1208 осіб (2001).
Поблизу села є сірчані джерела.

## Географія
Село Ладичин розташоване за 20 км на південь від Тернополя і 4 км на південний захід від Микулинець у широкому яру малої річки Нішла (в народі назва Водава).
Від села починаються славні Теребовлянські каменоломні червоного пісковика. Територія села багата на камінь, пісок, глину та торф. Найбільше багатство — чорнозем. На Ладичинських полях є сірчані джерела.

## Походження назви
Назва походить, можливо, від імені богині Лади. За легендами, тут був її храм. [джерело?]
Інший варіант походження назви: Ладичин — спотворене «Владичин» (свідчило про те, що село належало «владиці», тобто єпископу).

## Історія

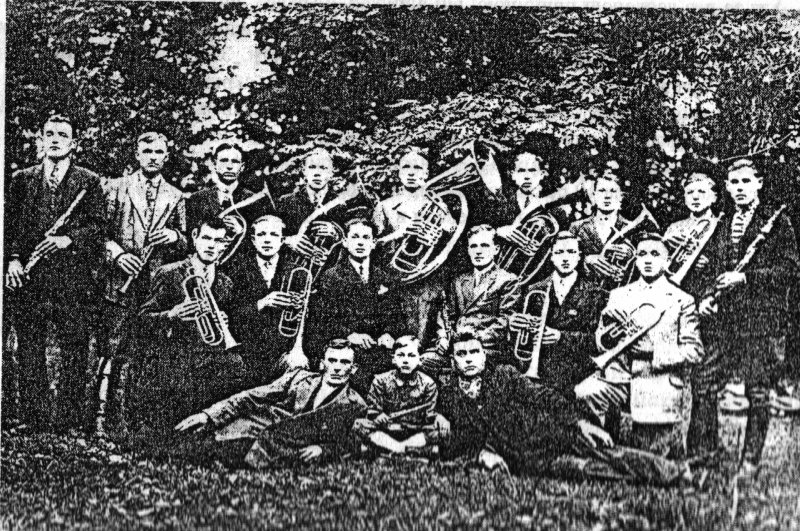
Сільський духовий оркестр, 1930-ті рр.

Поблизу Ладичина виявлено археологічні пам'ятки скіфського та давньоруського часів.
Історія Ладичина починається від 8 ст., коли він був прикордонним городищем Теребовлянського князівства.
Згадується як Владичин (Wladiczin) 18 листопада 1454 року в книгах галицького суду.
14-15 ст. — Ладичин згадано як важливий оборонний пункт і, очевидно, до 16 ст. мав міський статус. Від 1564 зафіксоване як село.
У XIX — першій третині XX ст. діяли товариства «Просвіта», «Луг», «Січ», «Сокіл», «Братство тверезості».
Розпорядженням Ради міністрів з вилучених частин сільських гмін (самоврядних громад) Багатківці Підгаєцького повіту і Ладичин Тернопільського повіту Тернопільського воєводства і 1 липня 1926 р. утворено самоврядну адміністративну гміну Веселівка та включено її до Тернопільського повіту.
1 серпня 1934 р. внаслідок адміністративної реформи Ладичин включено до новоствореної у Тернопільському повіті об'єднаної сільської гміни Микулинці.
На 1 січня 1939-го в селі з 2180 жителів було 1310 українців-грекокатоликів, 720 українців-латинників, 20 поляків, 120 польських колоністів міжвоєнного періоду і 10 євреїв.
Було адміністративним центром Ладичинської сільської ради до 15 серпня 2015. 
Від вересня 2015 року ввійшло у склад Микулинецької селищної громади.
12 червня 2020 року, відповідно до розпорядження Кабінету Міністрів України № 724-р «Про визначення адміністративних центрів та затвердження територій територіальних громад Тернопільської області» увійшло до складу  Микулинецької селищної громади.
19 липня 2020 року, в результаті адміністративно-територіальної реформи та ліквідації Теребовлянського району, село увійшло до складу Тернопільського району.
З 2014 року в селі діє волонтерський центр.

## Політика

### Парламентські вибори, 2019
На позачергових парламентських виборах 2019 року у селі функціонувала окрема виборча дільниця № 610845, розташована у приміщенні сільської ради.
Результати
- зареєстровано 870 виборців, явка 54,14%, найбільше голосів віддано за «Слугу народу» — 36,93%, за Всеукраїнське об'єднання «Батьківщина» — 21,17%, за «Голос» — 10,15%.[9] В одномандатному окрузі найбільше голосів отримав Ігор Сопель (Слуга народу) — 23,30%, за Миколу Люшняка (самовисування) — 23,08%, за Володимира Бліхаря (Всеукраїнське об'єднання «Батьківщина») — 19,56%[10].

## Релігія
- церква Різдва Пресвятої Богородиці (1815, мурована, УГКЦ),
- костел Пресвятого Серця Господа Ісуса (1922),
- «фігура» Матері Божої на честь заснування Братства тверезості (1875).

## Пам'ятки
Споруджено пам'ятник полеглим у німецько-радянській війні воїнам-односельцям (1970), встановлено пам'ятний хрест на честь скасування панщини, насипана символічна могила борцям за волю України.

## Соціальна сфера
Працюють загальноосвітня школа І-ІІ ступенів, клуб, бібліотека, ФАП, 4 торговельні заклади.

## Відомі люди

### Народилися
- Степан Вадзюк — український вчений у галузі медицини;
- П. Курєвич — громадський діяч, співак;
- Осип Станимир — військовик;
- Роман Фуртак — сценарист.

### Працювали
Багатолітнім парохом Ладичина був о. Михайло Світенький (пом. 1937), громадський діяч, журналіст, блискучий промовець (його називали «українським Золотоустом»), меценат літературного об'єднання «Молода Муза».